# Heinke Salisch
Heinke Salisch (ur. 14 sierpnia 1941 w Grevenbroich) – niemiecka polityk, tłumaczka i działaczka samorządowa, posłanka do Parlamentu Europejskiego I, II, III i IV kadencji.

## Życiorys
Studiowała lingwistykę, w 1965 uzyskała dyplom w zakresie tłumaczenia ustnego. Do 1979 pracowała jako tłumaczka na różnych konferencjach. W 1969 wstąpiła do Socjaldemokratycznej Partii Niemiec, zasiadała we władzach partyjnych na szczeblu powiatowym. Od 1971 do 1988 była radną miejską w Karlsruhe.
W 1979, 1984, 1989 i 1994 uzyskiwała mandat eurodeputowanej. Należała do frakcji socjalistycznej, pełniła funkcję wiceprzewodniczącej Komisji ds. Socjalnych i Zatrudnienia oraz Komisji ds. Swobód Obywatelskich i Spraw Wewnętrznych. Zrezygnowała z zasiadania w PE w lutym 1996. W październiku 1995 wybrana na burmistrza w Karlsruhe, funkcję tę pełniła do 2003.